# Rosa abietina
Rosa abietina — вид рослин з родини розових (Rosaceae); поширений у південно-західній Європі.

## Опис
Кущ від 1 до 2(3) метрів, блідо-зелений. Колючки в основному гачкові, трохи потовщені біля основи. Листки з 5–7 листочками волохатими або запушеними принаймні внизу, подвійно зубчастими, з вторинними жилками на нижній частині переважно залозистими. Квітки ніжно-рожеві, часто в щиткових суцвіттях. Квітконоси щетинисто-залозисті, довші за плоди. Чашолистки придаткові, залишаються розкладеними під час дозрівання плодів. Плоди досить великі, часто щетинисті.
Період цвітіння: червень — серпень.

## Поширення
Поширений у південно-західній Європі: Австрія, Франція, Італія, Швейцарія, Хорватія, Словенія; у Німеччині вважається вимерлим.
Ареал виду вкрай невизначений через невизначений таксономічний статус виду в частинах його ареалу і плутанину з іншими таксонами.

## Екологія
Росте в чагарникових заростях і в живоплотах. Це цінний кормовий чагарник для птахів, диких бджіл та комах.